# Raimon Gaucelm de Bezers
Raimon Gaucelm de Bezers (fl. 1262-1275) è stato un trovatore linguadociano del quale restano nove composizioni.
Molti dei suoi lavori sono corredati di date nelle rubriche del manoscritto C (un'opera del XIV secolo, adesso catalogato come "BN f.f. 856" alla Biblioteca nazionale di Francia, Parigi), permettendo così con facilità di datare la sua carriera.

## Vita e opere
Raimon era di Béziers, dove risiedeva con i suoi contemporanei Joan Esteve e Bernart d'Auriac. I poeti di Béziers a quel tempo erano fortemente gallicizzati e sostenevano i francesi contro l'aristocrazia occitana locale. In questa condizione egli scrive, nel 1268, Qui vol aver complida amistansa, una canso riguardante Luigi IX di Francia e i suoi preparativi per l'ottava crociata. Nel 1270 scrive Ab grans trebalhs et ab grans marrimens, un'altra canso e, nello stesso periodo, anche un planh per Luigi IX dopo la fallita crociata e la sua conseguente morte.
Raimon era della classe media, un poeta cittadino, e non certamente un cortigiano. Da non-nobile si opponeva alla cortigianeria artificiosa che circondava la vita aristocratica ai suoi tempi. Scrive dunque A penas vauc en loc qu'om nom deman per incoraggiare la generosità verso il povero. Indicatore del suo stato sociale è il Quascus planh le sieu damnatge (1262), un planh che egli scrive per un cittadino locale chiamato Guiraut de Linhan ed è l'unico componimento poetico pervenutoci in merito a una figura della classe media.
Raimon era abbastanza popolare durante la sua vita, come viene evidenziato dalla prima stanza di Un sirventes, si pogues, volgra far (un sirventese). In esso Raimon dice che desidera andare in qualche luogo dove la gente non gli chieda avetz fag res novel? ("avete fatto qualcosa di nuovo?"). Questa poesia è dedicata a Raimon Gaucelm de Sabran, signore di Uzès, che Raimon chiama fraire (fratello) perché condividono il nome. Un altro componimento, Belh Senher Dieus, quora veirai mo fraire, è dedicato, in base alla sua rubrica, al senhor d'Uzest que avia nom aissi quon elh Raimon Gaucelm: "signore di Uzès che ha lo stesso nome di Raimon Gaucelm."
Raimon compone un partimen comico (una tenzone con un dilemma proposto) con Joan Miralhas a cui Raimon pone la seguente questione:
cal re·s plai mai d'aquesta partizo:

que siatz totz redons del cap tro·l sol,

o totz fendutz del pe tro al mento

e que portes sobre·l nas la culveta?»
cosa vi piacebbe più di questo partimen:

che siate voi un cerchio da capo a piedi,

o tutto fesso dai piedi al mento

e che portiate sopra il naso la cintura?»
(Raimon Gaucelm de Beziers e Joan Miralhas, Joan Miralhas, si Dieu vos gart de dol, vv. 1-5)
Raimon ha scritto anche canzoni religiose, tra cui A Dieu done m'arma de bon'amor e Dieus m'a dada febre tersana dobla. Quest'ultima era, secondo la rubrica, so son coblas que fes R. Gaucelm quan fo malautes: "Le stanze che R. Gaucelm fece quando era ammalato". Venne composta in base al modello di A Dieu done m'arma come una preghiera a Dio per la liberazione dalla malattia e dal peccato, possibilmente sul letto di morte del poeta (1285 ca.)